# Коштангалия (Кантемирский район)
Коштангалия (рум. Coștangalia) — село в Кантемирском районе Молдавии. Относится к сёлам, не образующим коммуну
До 1962 года  село Коштангалия входило в состав Кагульского района. 25 декабря 1962 года решением Правительства Молдавской ССР, Кагульский район был реорганизован и село вошло в состав Кантемирского района. 

## География
Село Коштангалия расположено примерно в 21 км к юго-востоку от города Кантемир. Ближайший населённый пункт — село Кёселия. Рядом с селом протекает река Малая Салча.
Село расположено на высоте 96 метров над уровнем моря.

## Население
По данным переписи населения 2004 года, в селе Коштангалия проживает 1070 человек (544 мужчины, 526 женщин).
Этнический состав села:
| Национальность | Число жителей | Процентный состав |
| -------------- | ------------- | ----------------- |
| молдаване      | 1057          | 98.79             |
| румыны         | 6             | 0.56              |
| украинцы       | 5             | 0.47              |
| гагаузы        | 1             | 0.09              |
| болгары        | 1             | 0.09              |
| Всего          | 1070          | 100%              |